# خنده در تاریکی (فیلم)
خنده در تاریکی یا اتاق تاریک (فرانسوی: La Chambre obscure‎; فرانسوی: La Chambre obscure‎) یک فیلم فرانسوی-بریتانیایی در ژانر درام رمانتیک به کارگردانی تونی ریچاردسون محصول سال ۱۹۶۹ است که بر پایهٔ رمانی به همین نام از ولادیمیر نابوکوف ساخته شد. از بازیگران آن می‌توان به نیکول ویلیامسون، آنا کارینا، و پیتر بولز اشاره کرد.